# Clatonia
Clatonia és una població dels Estats Units a l'estat de Nebraska. Segons el cens del 2000 tenia 275 habitants.

## Demografia
Segons el cens del 2000, Clatonia tenia 275 habitants, 120 habitatges, i 78 famílies. La densitat de població era de 393,3 habitants per km².
Dels 120 habitatges en un 24,2% hi vivien nens de menys de 18 anys, en un 56,7% hi vivien parelles casades, en un 7,5% dones solteres, i en un 35% no eren unitats familiars. En el 32,5% dels habitatges hi vivien persones soles el 19,2% de les quals corresponia a persones de 65 anys o més que vivien soles. El nombre mitjà de persones vivint en cada habitatge era de 2,29 i el nombre mitjà de persones que vivien en cada família era de 2,9.
Per edats la població es repartia de la següent manera: un 24,4% tenia menys de 18 anys, un 5,5% entre 18 i 24, un 26,9% entre 25 i 44, un 22,9% de 45 a 60 i un 20,4% 65 anys o més.
L'edat mediana era de 42 anys. Per cada 100 dones de 18 o més anys hi havia 85,7 homes.
La renda mediana per habitatge era de 33.281 $ i la renda mediana per família de 38.929 $. Els homes tenien una renda mediana de 23.750 $ mentre que les dones 21.875 $. La renda per capita de la població era de 16.386 $. Aproximadament el 4,8% de les famílies i el 7,9% de la població estaven per davall del llindar de pobresa.

## Poblacions més properes
El següent diagrama mostra les poblacions més properes.